# Egidio Bonfante
Egidio Bonfante (Treviso, 7 luglio 1922 – Milano, 12 febbraio 2004) è stato un designer italiano.

## Formazione
Nasce a Treviso il 7 luglio del 1922, ma già in giovane età si trasferisce con la famiglia prima a Novara e poco tempo dopo a Milano.
Bonfante è stato studente all'Accademia di Brera e al Politecnico di Milano nella facoltà di architettura.

## Attività

### Oltre Guernica e il Fronte Nuovo delle Arti

#### Prima della Olivetti
Bonfante lascia il segno nel panorama artistico italiano già negli anni successivi agli studi, in particolare quando nel 1945 raggruppa I primi postcubisti italiani, quali Guttuso, Morlotti, Cassinari, Vedova, Peverelli, Ajmone e Testori, e li raggruppa sotto l'etichetta artistica di “cubismo realista”, saranno molti tra questi nomi a firmare pochi mesi dopo il “Manifesto del realismo di pittori e scultori” annunciato alla mostra milanese “Oltre Guernica”, esso, come suggerisce il nome, intende porre il quadro di Picasso come punto di partenza e modello di riferimento a cui aggiungere qualcosa dal punto di vista concettuale, pur con risultati limitati, per stessa ammissione dei firmatari del manifesto.
Tra i punti principali del manifesto vi sono la distanza dalle figurazioni susseguitesi dal naturalismo all'espressionismo, la contrarietà al concretismo e la volontà, invece, di agire in continuità rispetto al lavoro di Corrente, sottolineando come la realtà esista obiettivamente e di essa faccia parte anche l'uomo, affermano inoltre che sebbene l'adesione al realismo non sottintenda una sottomissione a canoni prestabiliti, e quindi ad una nuova accademia, esso richieda l'elaborazione in comune di identiche premesse formali che possono essere identificate nel ritrovamento dell'origine del colore visto nel processo che va da Cézanne al Fauvismo, e nel ritrovamento dell'origine strutturale visto nel Cubismo. I mezzi utilizzati sono dunque linea e piano, regioni del quadro, ritmo e il colore in sé, vengono quindi abbandonati prospettiva, tono, ambiente e atmosfera. I realisti ritengono inoltre che la realtà che vogliono rappresentare interessi tutti gli uomini e debba pertanto essere concretizzata con mezzi quali le pareti o I blocchi di pietra, e non all'interno di gallerie che ritengono ormai avere solo scopo mercantile, l'obiettivo è rendere l'opera parte di un organismo che rientri nella quotidianità e nei bisogni comuni.
Questi eventi fanno da preludio alla formazione del Fronte nuovo delle arti che avverrà da lì a pochi mesi e che segnerà il quinquennio successivo del panorama artistico italiano.
Pur essendone stato un pioniere, l'attività di Bonfante all'interno del Fronte fu in realtà di breve durata, infatti solo due anni dopo la presentazione del manifesto del realismo, ha inizio la sua attività come redattore e grafico di diverse riviste, tra cui Numero e A, Attualità, Architettura, Abitazione, Arte, lo porta a conoscere Adriano Olivetti che gli affida lo studio della veste grafica per la nuova serie della rivista Comunità, dando inizio alla lunga carriera di Bonfante in campo aziendale.

#### Dopo l'assunzione in Olivetti
Nel lavoro di Bonfante in Olivetti è ben presente l'eredità del manifesto del Realismo, in particolare l'idea di rendere l'opera parte di un organismo e della quotidianità ben si sposa con la comunicazione aziendale pensata da Bonfante e Olivetti, che varia dai dipinti murali presso la colonia di Marina di Massa, o all'interno di negozi da lui stesso progettati a Napoli e a Caracas, fino all'allestimento di mostre e stand presso importanti fiere italiane e internazionali quali la Triennale di Milano, la mostra Italia '61 Celebrativa del centenario dell'unità d'Italia, la Interogtechnika di Mosca e le mostre Olivetti di Copenaghen e per il SICOB di Parigi. Si occupò anche di numerose campagne pubblicitarie per presentare I prodotti e l'immagine dell'azienda.
Anche lo stile grafico utilizzato e reminiscente di quello postcubista proposto nel manifesto del Realismo, in particolare nell'utilizzo di colori puri e di linee e piani chiari che propongano messaggi immediati e di semplice lettura, lo si può notare in particolare nel lavoro svolto sulle riviste edite da Olivetti quali Notizie Olivetti e Urbanistica in cui Bonfante si occupa, oltre all'impaginazione della rivista stessa, della direzione artistica e delle copertine, caratterizzate da linee semplici e colori vivaci, improntati a rappresentare il contenuto della rivista, terrà un simile approccio negli anni successivi nello sviluppo di campagne pubblicitarie per alcuni prodotti dell'azienda, quali la calcolatrice Divisumma 18 e il sistema di scrittura Editor S14, in cui si sofferma sul comunicare le peculiarità e le prestazioni dei prodotti tramite disegni colorati e vivaci a cui affiancare un breve slogan per attirare immediatamente l'attenzione del pubblico, filosofia applicata anche nelle comunicazioni aziendali come nello spot Cosmotronic, realizzato in collaborazione con Adolfo Fogli, in cui colore, impatto e comunicazione dello stile e della funzionalità dei prodotti Olivetti hanno assoluta priorità. Nel prosieguo degli anni e della sua carriera si troverà a sperimentare nuove tecniche artistiche quali il mosaico e il collage.

## Contributo e opere
- Padiglione Italia '61, con Franco Albini
- Padiglione SICOB di Parigi, 1972